# Bangladesh Cricket Board
Il Bangladesh Cricket Board (indicato spesso anche con l'acronimo BCB) è la federazione nazionale bengalese del gioco del cricket.

## Storia
Il Bangladesh Cricket Board fu fondato nel 1972 in seguito all'indipendenza del paese dal Pakistan. Nel 2000 ha ottenuto di diventare full members debuttando contestualmente nel test cricket.